# Моравская марка

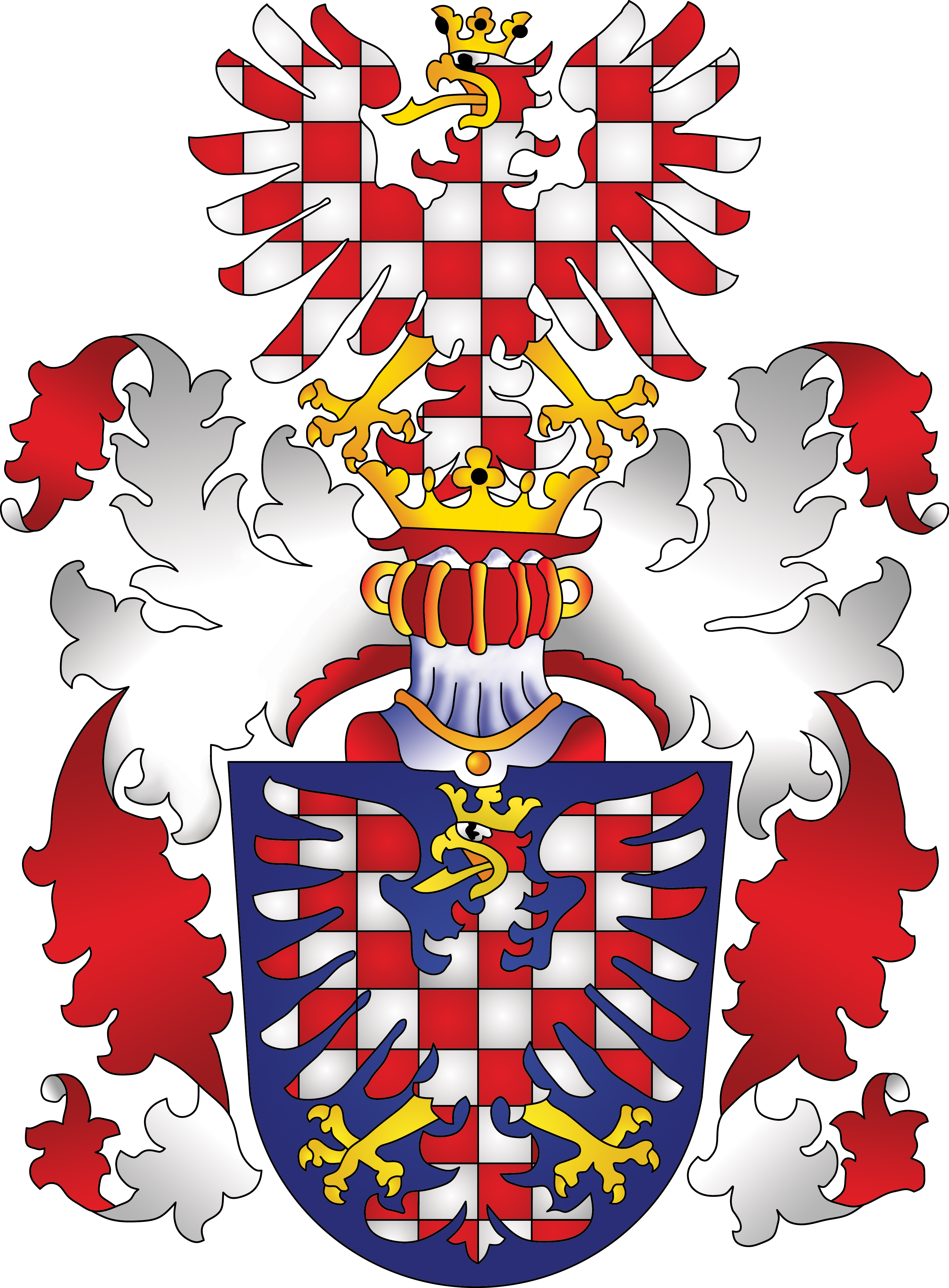
Герб маркграфства Моравского, герб Моравии (XIII-XXI век)

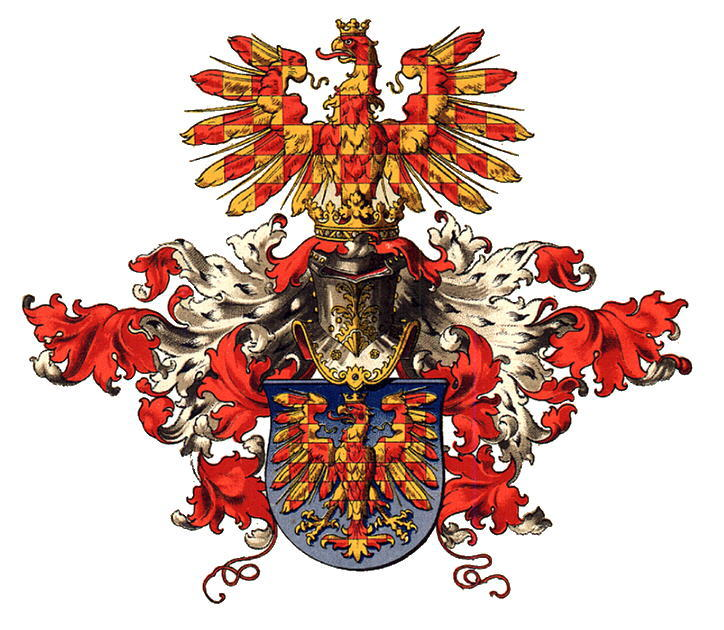
Герб маркграфства Моравского в 1915—1918 гг.

Моравская марка (Моравское маркграфство) — марка, существовавшая на территории Моравии (в современной Чехии).

## Предыстория
Изначально Моравская марка — как и Восточная марка, Карниольская марка и Карантанская марка — была образована на бывших славянских землях, ранее входивших в состав Великой Моравии, когда это государство в начале X века пало под ударами венгров. После того, как в 955 году чешский князь Болеслав I Грозный в союзе с восточно-франкским королём Оттоном I в сражении на реке Лех разгромил венгров, Моравия была присоединена к Чешскому княжеству. В 1003 году польский князь Болеслав I Храбрый завоевал Моравию и включил её в состав своей державы, пока в 1019 году чешский князь Ольдржих не отвоевал её обратно, передав своему сыну Бржетиславу.

## Моравские княжества
В 1054 году князь Бржетислав I постановил, что старший в роду должен править в Праге, а младшие получают Моравию и должны подчиняться старшему князю. Согласно этому старший сын Бржетислава, Спытигнев II, стал в 1055 году князем Чехии, а Моравия была разделена на 2 части, которые получили второй и третий сын Бржетислава. Вратислав получил часть Моравии с местопребыванием в Оломоуце (Оломоуцкое княжество), Конрад в итоге часть Моравии с местопребыванием в Брно, составившие Брненское княжество. Позже из него выделилось Зноемское княжество.

## Образование маркграфства
В 1182 году императором Фридрихом I Барбароссой был создан титул маркграфа Моравии, который получил Конрад II Ота, объединивший в своих руках 3 моравских княжества. По Сицилийской Золотой булле, которую дал в 1212 году император Фридрих II, маркграф Моравии Владислав Йиндржих, брат короля Пржемысла Оттокара I, получил ряд привилегий. Моравия при этом считалась леном короля Чехии, который при отсутствии наследников у маркграфа после его смерти возвращался к королю.

## Под властью Габсбургов
После того, как в 1526 году чешский трон унаследовал Фердинанд I Габсбург, Моравия вошла в число земель Габсбургской монархии. Последний раз Моравия управлялась отдельно от Чехии в 1608 году, когда она поддержала Матвея в его борьбе против императора Рудольфа II. После того, как в 1611 году Рудольф уступил трон Матвею, Моравия стала управляться непосредственно из Вены, а титул маркргафа Моравии был присоединён к титулатуре короля Богемии.
С 1867 году маркграфство Моравия стало коронной землёй в составе Цислейтании — австрийской части Австро-Венгрии.